# Centre clandestin de détention
Pour les articles homonymes, voir CCD.

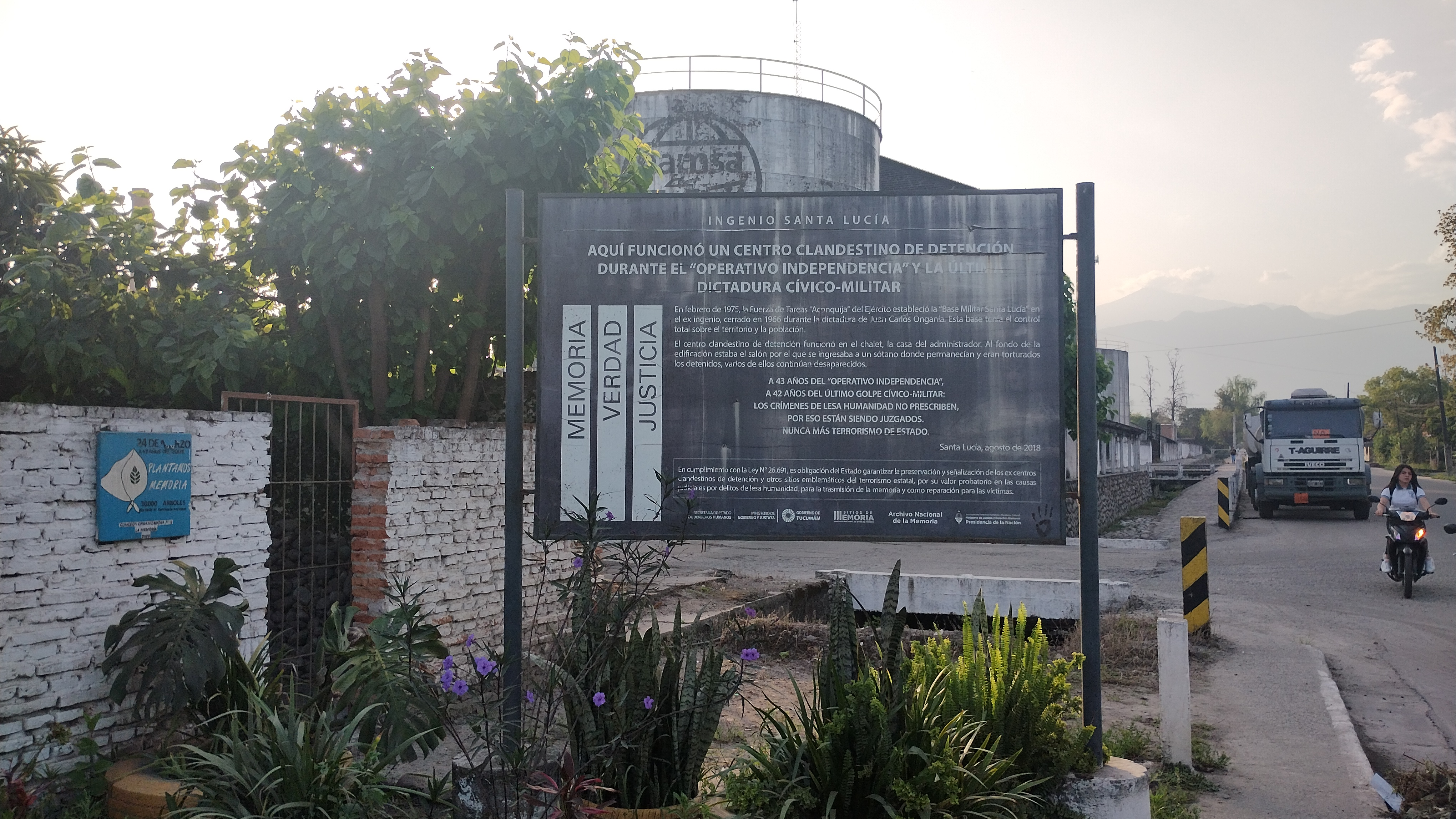
Ancienne sucrerie Santa Lucía, Tucumán, 2018. Ancien centre de détention clandestin pendant l’opération Indépendance et la dernière dictature militaire en Argentine (1976–1983), signalé comme site de mémoire

Les centres clandestins de détention (CCD) furent des installations secrètes employées par les forces armées et de sécurité argentines pour exécuter le plan systématique de « disparition » de personnes, dans le cadre de la « guerre sale » poursuivie par la dictature militaire de 1976 à 1983. 500 centres de détention avaient été recensés en 2009  mais leur nombre est en constante révision. Avant même les élections de 1983 marquant la fin de la dictature, le Centre d'études légales et sociales (CELS) d'Emilio Mignone en avait déjà recensé plus de 300 .
Les Forces Armées classaient les CCD en deux types : 
- les « lieux de rassemblement de détenus » (LRD), organisés de façon stable, préparés pour loger, torturer et assassiner de grandes quantités de détenus ;
- les « lieux de transit » (LT), organisés de façon plus précaire, destinés à fonctionner comme premier lieu de résidence des détenus-« disparus ».

## Panorama général
Le plan de répression de la dictature, auto-proclamé « Processus de réorganisation nationale », d'abord dirigé par le général Videla, faisait partie des opérations clandestines et extra-judiciaires de contre-insurrection, commencées quelques années plus tôt, dans le cadre de l'« Opération Indépendance » (Operativo Independencia (es)), pour éliminer la dissidence politique. Cependant, alors que l'« Opération Indépendance », inspirée des opérations de police mises en œuvre pendant la « bataille d'Alger », visait essentiellement la guérilla de l'ERP dans la province de Tucumán, la stratégie de la junte s'est étendue à tout le pays et à toute sorte d'opposants, dont les civils non engagés dans des opérations armées, les femmes, les enfants, les amis et connaissances des opposants, etc. Des opérations similaires furent perpétrées par d'autres États du Cône sud dans le cadre de la généralisation de la « guerre sale » et de l'opération Condor, tandis que l'Argentine elle-même exporta son « savoir-faire » en Amérique centrale (opération Charly).
Les premiers CCD auraient été installés sous le gouvernement d'Isabel Perón en 1975, avant le coup d'État militaire du 24 mars 1976. Durant cette année fonctionnaient déjà la Escuelita en Faimallá, dans la province de Tucumán et el Campito, dans la province de Buenos Aires. Toujours en 1975, un CCD fut organisé dans l'usine de l'entreprise Acindar à Villa Constitución, présidée par  José Alfredo Martínez de Hoz, ministre de l'Économie de la dictature, comme partie intégrante de la structure répressive pour contenir la grève déclarée par le syndicat métallurgiste UOM (es) en mai 1975 . Toutefois, selon La Republica, dès 1973, le vice-chef de la police fédérale argentine, Alberto Villar, était le contact argentin des escadrons de la mort uruguayens, et les enlèvements et détention dans des centres (en particulier ceux de la "Coordinación" Federal ou de la Brigada de San Justo) se faisaient alors sous l'autorité des forces argentines .
En 1976, selon des chiffres largement sous-estimés puisque datant de 2001, période antérieure aux procès qui ont permis la découverte de centaines d'autres CCD, 610 CCD étaient en opération [réf. nécessaire], dont plusieurs ne furent que temporaires et circonstanciels. Après les premiers mois suivant le coup d'État, le nombre se stabilise à 364 CCD. En 1977, la quantité est réduite à 60, en 1978 à 45 CCD, puis en 1979 à 7.  En 1980, il n'en reste que 2 : l'École Supérieure de Mécanique de l'Armée (ESMA) et el Campito.  En 1982 et 1983, l'ESMA était le seul camp de concentration toujours en usage [réf. incomplète](Seoane 2001, 227/228).
À Buenos Aires, il y a eu 60 centres, dans la province de Córdoba 59, et à Santa Fe 22.
Cinq grands centres furent l'axe central de tout ce système : l'ESMA et le Club Atlético dans la ville de Buenos Aires; el Campito et le Vesubio dans le grand Buenos Aires; et la Perla dans la province de Córdoba.
Malgré leurs différences, les CCD furent organisés avec une structure et un régime de fonctionnement similaires.  Tous les CCD comptaient une ou plusieurs salles de tortures, de grands espaces pour  constamment garder les « disparus » en condition de grande précarité, et un quartier d'appartements pour les tortionnaires et les gardes. Presque tous avaient aussi un service médical.  Dans certains cas, un service religieux permanent était à la disposition du personnel militaire.
Les « Groupes de travail » (GT, grupos de tareas), aussi connus comme patotas, étaient chargés de perpétrer les enlèvements, généralement de nuit. Immédiatement les détenus-« disparus » étaient amenés au CCD leur correspondant, où ils restaient en permanence encapuchonnés et menottés. Ils étaient alors sévèrement torturés et interrogés par les membres des GT. La durée de cette torture initiale variait considérablement, mais durait généralement d'un à deux mois. À la suite de cette période initiale de torture et d'interrogatoires, différentes possibilités étaient envisagées : 
- l'assassinat du ou de la détenu(e)-disparu(e). Dans tous les CCD on utilisait l'euphémisme de "transport" pour parler des assassinats. Les méthodes d'assassinat et de disparition des cadavres varièrent des « vols de la mort » pendant lesquels les disparus étaient jetés en bas d'un hélicoptère au milieu du Rio de la Plata, aux pelotons d'exécutions, fosses communes, tombes anonymes, incinérations, etc. En raison de la disparition du cadavre, le décès de la personne était nié par les autorités, de même que son arrestation qui avait eu lieu de façon extra-judiciaire. S'il s'agissait d'une femme enceinte, on attendait parfois l'accouchement, afin d'enlever ensuite le bébé et de le donner à des militaires (cas des bébés séquestrés).
- le blanchiment : on inculpait officiellement le détenu-« disparu ».  À partir de 1980, cette situation pouvait aboutir soit à la déportation et à l'exil, en vertu de l'art.23 de la Constitution, soit à la condamnation à une peine de prison par un tribunal militaire. Contrairement à la dictature brésilienne, ainsi qu'aux disparitions antérieures de l'histoire argentine, très peu de détenus furent officiellement inculpés, et la plupart exécutés de façon extra-judiciaire (c'est-à-dire assassinés sans que leurs corps ne soit retrouvés).
- la liberté. Extrêmement rare. En outre, le détenu pouvait être libéré puis assassiné - cas, par exemple, du sénateur péroniste Guillermo Vargas Aignasse (es), enlevé le 24 mars 1976, libéré le 5 avril 1976, crime pour lequel le général Antonio Domingo Bussi a été condamné en août 2008 [5].
- rester disparus, pour différentes raisons (esclavage, comme collaborateurs, comme otages, etc.)

Pendant le passage au CCD, on procédait systématiquement à la déshumanisation des détenus-disparus par divers procédés : substitution du nom par un numéro, viols, animalisation, humiliation, entassement, conditions de logement intolérables, dénuement forcé, racisme, antisémitisme, homophobie…
Il existait aussi un procédé commun pour les détenues enceintes : on reportait l'assassinat et on la faisait accoucher clandestinement. Ensuite, on effaçait les traces possibles d'identité du bébé et on le remettait, pour son éducation à une famille intimement liée au système répressif, dans certains cas à l'assassin ou au tortionnaire d'un ou des parents biologiques.

## Ville de Buenos Aires

### L'École supérieure de mécanique de la Marine (ESMA)
Le centre clandestin de détention le plus connu, l'emblème du Proceso, fut l'École supérieure de mécanique de la Marine (ESMA). Situé dans le salon des officiers de cette institution de l'armée argentine, à Buenos Aires, dans le quartier Núñez, au 8200 Avenida del Libertador, le centre resta en fonction de mars 1976 jusqu'en novembre 1983. Le procès de l'ESMA, entamé fin 2009, implique 19 accusés, dont le capitaine Alfredo Astiz, de la disparition forcée et de la torture de 85 victimes .
Le centre dépendait ultimement de l'amiral Eduardo Massera, et fut directement à la charge du Groupe de Travail 3.3/2, dirigé par le contre-amiral Ruben Chamorro et le capitaine el Tigre Acosta.  D'autres tortionnaires connus, parce que condamnés par la suite pour crimes contre l'humanité, firent partie de ce groupe, dont Alfredo Astiz, Ricardo Miguel Cavallo (es) et Adolfo Scilingo. Le capitaine José Dunda, qui fut nommé lors des années 1980 attaché militaire au Brésil , travaillait aussi dans ce centre.
L'ESMA devint la base du pouvoir politique de la Marine et en particulier de Massera. Elle fut fermée en novembre 1983, après les élections ayant porté le radical Raúl Alfonsín au pouvoir, quelques jours avant l'investiture d'Alfonsín.
Le 24 mars 2004, le président Néstor Kirchner et le maire de Buenos Aires, Aníbal Ibarra, signèrent l'« accord entre l'État national et la ville autonome de Buenos Aires pour la construction de l'espace pour la mémoire et pour la promotion des Droits Humains sur le domaine de l'ESMA » (accord n°8/04). La décision fut annoncée lors d'une grande cérémonie, durant laquelle on ouvrit théâtralement les portes de l'ESMA.

### Le garage El Olimpo
El Olimpo fut un centre clandestin de détention situé dans l'ouest de la ville de Buenos Aires, dans le quartier Velez Sarfield entre les rues Olivera, Ramón Falcón, Fernández et Rafaela. À l'entrée du centre un écriteau disait "Bienvenu à l'Olympe des Dieux. Les Centurions", d'où il tire son nom.  Le centre ne fonctionna que 6 mois, d'août 1978 à janvier 1979.  Passèrent tout de même entre ces murs 700 détenus-disparus desquels 50 survécurent.
Ce centre clandestin était sous l'autorité de Guillermo Suárez Mason (es), surnommé « le boucher de l'Olympe », commandant du Ier Corps de l'Armée Argentine. Le responsable du camp fut le major de l'armée Guillermo Minicucci, de qui dépendaient aussi des officiers de la Police fédérale comme Julio Simón (es) ("el Turco Julián") et Juan Antonio del Cerro (« Colores »). Certains de ces policiers, dont Eugenio Pereyra Apestegui, qui forçait les détenus à écouter des discours d'Hitler et des chansons de Nino Bravo, ou Ricardo Taddei, qui emmenait une télévision pour obliger les détenus à regarder la messe, sont aujourd'hui inculpés pour crimes contre l'humanité .
L'édifice était un hangar utilisé comme terminal d'autobus jusqu'au début du « Processus de Réorganisation National », moment de son expropriation par les Forces armées. Au début de 1978, des détenus-« disparus » transportés depuis d'autres centres furent contraints d'y construire des cellules.
Le CCD avait quatre rangées de 20 cellules, chacune avec des anneaux de fer aux murs pour y attacher les prisonniers. Les installations comptaient deux salles de torture avec câblage électrique renforcé. On trouvait aussi sur les lieux une salle de garde, un salon des sous-officiers, les chambres des geôliers, des latrines, un bain, une zone de douches et un magasin où étaient déposés les réfrigérateurs et téléviseurs volés pendant les opérations d'enlèvement.
Durant la transition démocratique, l'édifice passa aux mains de la Police fédérale, qui l'a converti en garage. Le domaine fut déclaré site historique par la loi no 1197 de l'Assemblée législative de la ville de Buenos Aires, et fut transféré en juin 2005 à la charge du gouvernement de la ville en conformité avec l'accord signé entre le Président Kirchner et le maire Ibarra le 4 octobre 2004 . En 2006, le gouvernement de la ville de Buenos Aires, conjointement avec les organisations de quartiers et des droits de l'homme se rencontrèrent pour décider de l'usage du domaine pour le futur.
En 1999, Marco Bechis réalisa un film nommé Garage Olimpo.

### Automotores Orletti
Le centre clandestin de détention Automotores Orletti, sous les ordres d'Aníbal Gordon (l'agent du Bataillon d'intelligence 601 Raúl Guglielminetti faisait partie du « groupe de travail » de ce CCD) était aussi utilisé par l'armée uruguayenne. Ainsi, 23 Uruguayens, torturés dans ce centre, ont ensuite été illégalement transférés en Uruguay sous les ordres du major José "Nino" Gavazzo, chargé de l'Opération Condor en Uruguay, et de l'OCOA . Le 20 juin 1976, le syndicaliste uruguayen Hugo Méndez, participant des Grupos de Acción Unificadora (GAU), fut torturé dans ce centre . Avec Francisco Candia, enlevé en même temps, les deux furent tués par les Argentins en représailles à l'assassinat, le 18 juin 1976, du général Cardozo, chef de la police fédérale, par les Montoneros (erronément attribué, à l'époque, à l'ERP ), ce qui suscita des heurts avec les autorités uruguayennes, seuls les agents des pays en question étant autorisés, dans le cadre de l'opération Condor, à assassiner leurs ressortissants . Les « disparitions » de ces deux syndicalistes, qui avaient été détenus au garage Orletti avec des membres uruguayens du Parti pour la victoire du peuple (PVP) d'Hugo Cores), avaient été répertoriées par le rapport de la CONADEP ). Leur trace a pu être reconstituée par l'Equipe argentine d'anthropologie légale, qui a montré qu'ils avaient été enterrés anonymement au cimetière de Chacarita puis transférés dans l'ossuaire anonyme en 1981, ce qui a empêché de récupérer leurs dépouilles .
En septembre 1976, vingt-deux autres Uruguayens furent torturés à Orletti puis transférés lors du « second vol » illégal, et demeurent à ce jour desaparecidos . Le colonel José Nino Gavazzo (SID uruguayen) et d'autres militaires ont été condamnés en première instance, sous le gouvernement Vázquez, dans le cadre du procès pour ce « second vol » .

### Club Atlético
Des fouilles sont encore en cours sur le site de l'ex-Centre de détention Club Atlético. Ce centre clandestin de détention était situé  au 1200 Paseo Colón, à Buenos Aires, au sud de la ville, près du Quartier de La Boca.  Son nom vient de la proximité du Club de foot Boca Juniors.
C'était un édifice public, détruit pour construire l'autoroute du 25 mai. On découvrit ensuite ses ruines et la municipalité de Buenos Aires a commencé les travaux nécessaires pour transformer l'endroit en lieu de mémoire.

## Dans le Grand Buenos Aires

### El Campito
El Campito fut le principal camp de concentration utilisé par l'armée.  Il était aussi connu comme los Tordos (les gris).  Le camp était situé au Campo de Mayo, à San Miguel, lointaine banlieue de Buenos Aires, la garnison la plus importante d'Argentine entre 1975 et 1982. Y passèrent 5000 détenus-disparus , 43 survécurent.
Le Campo de Mayo est une énorme aire militaire de 5000ha, à 30 km du centre-ville de Buenos Aires. Situé près des villes de San Miguel et Villa Mayo dans la zone où se croisent la route nationale 8 et la route provinciale 202, qui bordent le domaine. Dans l'hôpital militaire du Campo de Mayo, une unité était dédiée aux accouchements clandestins.
Au Campo de Mayo fonctionnèrent de mars 1976 à 1980, 4 CCD : el Campito, Las Casitas, la prison militaire des accusés et l'hôpital militaire.
Le centre était sous les ordres du commandement des Instituts Militaires, qui à l'époque de son fonctionnement étaient à la charge des généraux Santiago Omar Riveros (condamné en août 2009, avec plusieurs autres militaires, à la prison à perpétuité pour crimes contre l'humanité ), José Montes (es), Cristino Nicolaides et Reynaldo Benito Bignone. Le camp était dirigé directement par le lieutenant-colonel Jorge Vosso et le major médecin Julio César Caserotto, qui dirigeait le service de la maternité de l'hôpital militaire.
Après les accouchements clandestins, les bébés étaient séquestrés, leur identité était supprimée et on les remettait habituellement à des couples stériles de militaires. Dans plusieurs cas, les "parents adoptifs" participèrent aux assassinats des parents biologiques des enfants.
Un des répresseurs du Campito, l'ex-sergent Victor Ibañez, se confessa et décrivit les caractéristiques du camp. Son témoignage est retranscrit dans le livre de Fernando Almirón, Campo Santo(1999). Dans un passage, Ibañez dit : 
« Quand je suis entré dans la place, ce qui me frappa en premier ce fut l'image de tous ces gens ainsi, enfermés. Les matelas partout sur les dalles rouges avec oreillers appuyés contre les murs. Un à côté de l'autre, une file qui faisait tout le tour du hangar. Toutes les fenêtres étaient couvertes par des couvertures vertes qui ne laissaient pas passer la lumière du soleil. Les lampes étaient toujours allumées, jamais on ne savait quand c'était le jour ni quand c'était la nuit(1). Sur chacun de ces vieux matelas de laine rayés étaient assis les détenus. Encapuchonnés, avec les mains attachées en avant avec une corde et en silence  »
Avec la transition démocratique, en 1983, plusieurs projets de transformation de ce lieu furent présentés : établir un pôle industriel, créer un centre d'études tertiaires et universitaires, en faire une réserve écologique, etc.

### El Vesubio
El Vesubio (nommé Empresa el Vesubio par les forces armées) fut un centre de détention utilisé par l'armée qui était situé dans la prison fédérale de La Tablada, dans la ville de La Matanza (grand Buenos Aires), près de l’intersection du Camino de Cintura et de l’autoroute Riccheri qui mène à l’aéroport international Pastrini. Utilisé par la Triple A avant le coup d’État de 1976, sous le nom de La Ponderosa, ce CDD, qui fut utilisé pour détenir au moins 400 personnes , entra ainsi en fonction dès 1975, et cessa d'être utilisé en 1978: il fut alors démoli, dans l’effort de dissimuler à la Commission interaméricaine des droits de l'homme, en visite en Argentine, la nature véritable de la politique de la junte. Plusieurs vols de bébés eurent lieu dans ce centre .
Le CCD se trouvait dans la zone militaire #1, sous la juridiction du Ier Corps de l'Armée, dirigé par le général Carlos Guillermo Suárez Mason, qui visitait régulièrement le camp, et directement à la charge de la CRI (Central de Reunión de Inteligencia) du régiment 3 de La Tablada, sous le commandement du Colonel Federico Minicucci. Les colonels Juan Bautista Sasiain et Franco Luque travaillaient aussi dans ce CDD, qui était directement dirigé par le major Pedro Alberto Durán Saenz. Ce dernier, qui avait l'habitude d'abuser sexuellement des détenues , fut par la suite nommé colonel, puis attaché militaire à Mexico sous la présidence de Raúl Alfonsín .
Les lieux où on logeait les détenus-disparus étaient appelés las cuchas, et sur le centre de torture on y avait été installé un écriteau qui disait « si vous le savez, chantez, sinon, endurez » .
À cet endroit furent détenus, entre autres, le scénariste de BD Héctor Oesterheld (mort en 1978) , l'écrivain Haroldo Conti (mort vers 1976) , la citoyenne allemande Elisabeth Käsemann (morte en 1977); la franco-argentine Elena Alfaro, alors enceinte, qui fut torturée et violée, et témoigna par la suite devant la justice argentine , et son compagnon Luis Alberto Fabbri, directeur du quotidien La Respuesta; la psychologue Ana Maria di Salvo (qui a survécu ), etc. 
L'une des témoins, Mercedes Joloidovsky, militante des Montoneros séquestrée le 23 février 1978, passa une dizaine de jours au Vesubio, où elle fut torturée nue, avant d'être transférée au « Sheraton » (province de BsAs) puis au commissariat de Ramos Mejía; elle fut finalement déférée devant le Conseil de guerre et resta emprisonnée trois ans et quatre mois à l'Unité 21 d'Ezeiza. Son compagnon, Luis María Vidal, fut trouvé par les militaires juste après avoir avalé une capsule de cyanure; transféré dans un centre de détention, il est mort sous la torture . 
Elena Alfaro témoigna avoir assisté aux préparatifs de la mise en scène de la mort de 17 personnes, dont son compagnon, ainsi que Rodolfo Goldin, Daniel Jesús Ciufo et Catalina Oviedo de Ciufo, présentée comme le résultat d'un affrontement armé, à Monte Grande (Grand Buenos Aires), avec les militaires ,.
D'autres prisonniers du Vesubio furent identifiés par la justice italienne et allemande : Rodolfo Bourdieu, Claudio Gimbini, Mario Sagroi, Esteban Adrian, Ofelia Alicia Cassano, le couple Rosita Luján Taranto de Altamiranda et Horacio Altamiranda (assassinés, leur bébé fut enlevé et donné à une famille de militaires - il ne retrouva sa véritable identité que dans les années 2000, devenant la nièce no 88 des Grands-mères de la place de Mai ), Juan Marcelo Guinar Soler, Graciela Moreno, Jorge Antonio Capello, Irma Beatriz Marquez, Silvia de Sánchez, Jórge Máximo Vásquez, Luciano Scimia, Jorge Watts, Marta Barea, María del Pilar García et Françoise Dauthier, enlevée avec ses deux fillettes (3 ans et demi et 18 mois) après l’assassinat de son mari argentin, et qui est l’une des 18 victimes françaises de la dictature .
Défendue par maître William Bourdon, la survivante Elena Alfaro déposa plainte, en 1998, en France, contre les militaires argentins, aux côtés de la famille Dauthier . En raison de l'annulation des lois du Punto Final y Obediencia Debida réalisées en 2003, la justice argentine ordonna en 2006 l'inculpation et l'arrestation de huit militaires qui agirent au Vesubio : le général (R) Hector Gamen, alias "Beta", Pedro Durán Sáenz, ou “Delta”, chef direct du centre, José Néstor Maidana, Hugo Pascarelli, Ramón Erlán, Roberto Carlos Zeolitti, Diego Chemes, Alberto Neuendorf, membre de la Triple A qui travaillait au camp depuis 1975 .
En 2009, l'équipe argentine d'anthropologie judiciaire (es) identifia les restes de Laura Feldman, séquestrée au Vesubio (à l'âge de 18 ans), dans le cimetière de Lomas de Zamora, mais aucun des inculpés n'a été pour le moment accusé d'homicide .
À ce jour, le terrain est détérioré et inutilisé. Un projet de loi a été déposé à la Chambre des députés pour transformer le domaine en un lieu de commémoration.

### La Mansión Seré
La "Demeure Seré" (Mansión ou Quinta Seré) aussi connue comme Atila, fut un centre de détention clandestin (CCD) qui fonctionna dans une maison antique de 2 étages, située rue Blas Pareras à la limite entre les localités de Castelar et d'Ituzaingó, dans la banlieue Morón, du grand Buenos Aires.
Entre 1977 et 1978, ce lieu fonctionna comme centre clandestin de détention sous la juridiction de la Force Aérienne avec l'assistance de la police provinciale de Buenos Aires basée à Castelar.
Le film Crónica de una fuga (2006) (Chronique d'une fugue), du réalisateur Adrián Caetano recrée l'histoire réelle de la fugue de ce centre de Claudio Tamburrini, Daniel Rusomano, Guillermo Fernández et Carlos García.
À partir de l'année 2000, la "Demeure Seré" comme Maison de la Mémoire et de la Vie et la Direction des Droits Humains de la municipalité de Morón.

## Bahía Blanca
Le CCD de Bahía Blanca (province de Buenos Aires), appelé l'Escuelita de Bahía Blanca (la « petite école de Bahía Blanca  ») et qui abritait une maternité clandestine, était sous le commandement du général Abel Teodoro Catuzzi (es), second commandant du Ve corps de l'armée en 1979, et du général Osvaldo René Azpitarte, commandant du Vecorps . Le coloniel Antonio Losardo était le chef de la section locale des renseignements .
Profondément catholique, Catuzzi considérait la torture comme une forme de « purification » des détenus  et de « nécessité chrétienne » . Une dizaine de gardes de ce CDD furent arrêtés début février 2010 ; les généraux Catuzzi et Azpitarte et le colonel Losardo sont décédés avant 2006 .

## Province de Córdoba: La Perla et le centre du D-2
La Perla, aussi appelée l'« Université », fut le principal centre de détention (CCD) utilisé hors de la zone du Grand Buenos Aires. Y passèrent 3000 détenus-disparus. Dirigé par le général Luciano Benjamín Menéndez, qui a été condamné en 2008 et 2009 à la prison perpétuelle , il était situé à 12 km de la ville de Córdoba, sur la route nationale no 20 qui mène de la capitale à Carlos Paz. On peut voir le centre depuis la route, sur la droite, en allant vers Carlos Paz, face à l'usine Corcemar.
La Perla fut installée en 1975, avant le coup d'État du 24 mars 1976, et fut démantelée en 1979. Le président Nestor Kirchner organisa le 24 mars 2007 le transfert du centre aux familles des victimes, afin d'en faire un lieu de commémoration des crimes de la dictature, et un concert du chanteur de rock León Gieco fut alors organisé.
Le centre était dans la Zone militaire 3 basse, à charge du IIIe Corps de l'Armée, sous le commandement du général Luciano Benjamín Ménéndez, qui inspectait fréquemment le CCD, avec comme second le général Sasaian, et le colonel César Emilio Anadón comme commandant direct du centre de détention.
Dans le livre Sobrevivientes de La Perla (« Survivants de La Perla »), le couple Contini témoigne  :
«  À La Perla, les prisonniers étaient fusillés dans les champs limitrophes du centre.  On les y amenait dans un camion baptisé Menéndez Benz. Geuna conta : "avant de descendre du véhicule, on leur liait les mains. Ensuite on les descendait et on les obligeait à s'agenouiller devant la fosse et on les fusillait.  Des officiers de tous les grades des unités du IIIe Corps participaient aux exécutions, depuis le sous-lieutenant jusqu'au général".[réf. incomplète] »
Un Musée de la Mémoire a été créé dans les années 2000, dans le bâtiment occupé à Córdoba par le Département de Renseignement D-2, de la police locale, sur le pasaje Santa Catalina, à côté de l'Hôtel de Ville. Le centre clandestin de détention du D2 fonctionnait en particulier comme « centre de transit », où passaient les « détenus-disparus » qu'on destinait à La Perla ou à la prison du quartier San Martín. Plusieurs détenus y furent assassinés .

## Province de Tucumán: Escuelita de Famaillá et Opération Indépendance
L'Escuelita de Famaillá eut le triste privilège d'être construite dans les moments initiaux de l'expérience des camps de concentration argentins, fondé dès février 1975, dans le cadre de l'Opération Indépendance (es) visant l'ERP. En décembre 1975, le camp de détention passa sous la responsabilité du général Antonio Domingo Bussi (condamné en 2008 pour crimes contre l'humanité). Jusqu'au coup d'État de 1976, le centre fonctionna dans une école en construction dans la ville de Famaillá; un autre CDD fut ensuite utilisé.